# 李树槐
李树槐（1919年—1989年），男，陕西子洲人，中国警卫工作者，曾任中共中央办公厅警卫局副局长，公安部八局局长，第五、六届全国政协委员。